# Polypora balkhaschensiformis
Polypora balkhaschensiformis is een mosdiertjessoort uit de familie van de Fenestellidae. De wetenschappelijke naam van de soort is voor het eerst geldig gepubliceerd in 1948 door Nekhoroshev.